# Ichneumon polyzonius
Ichneumon polyzonius là một loài tò vò trong họ Ichneumonidae.